# Juan Manuel Blanes

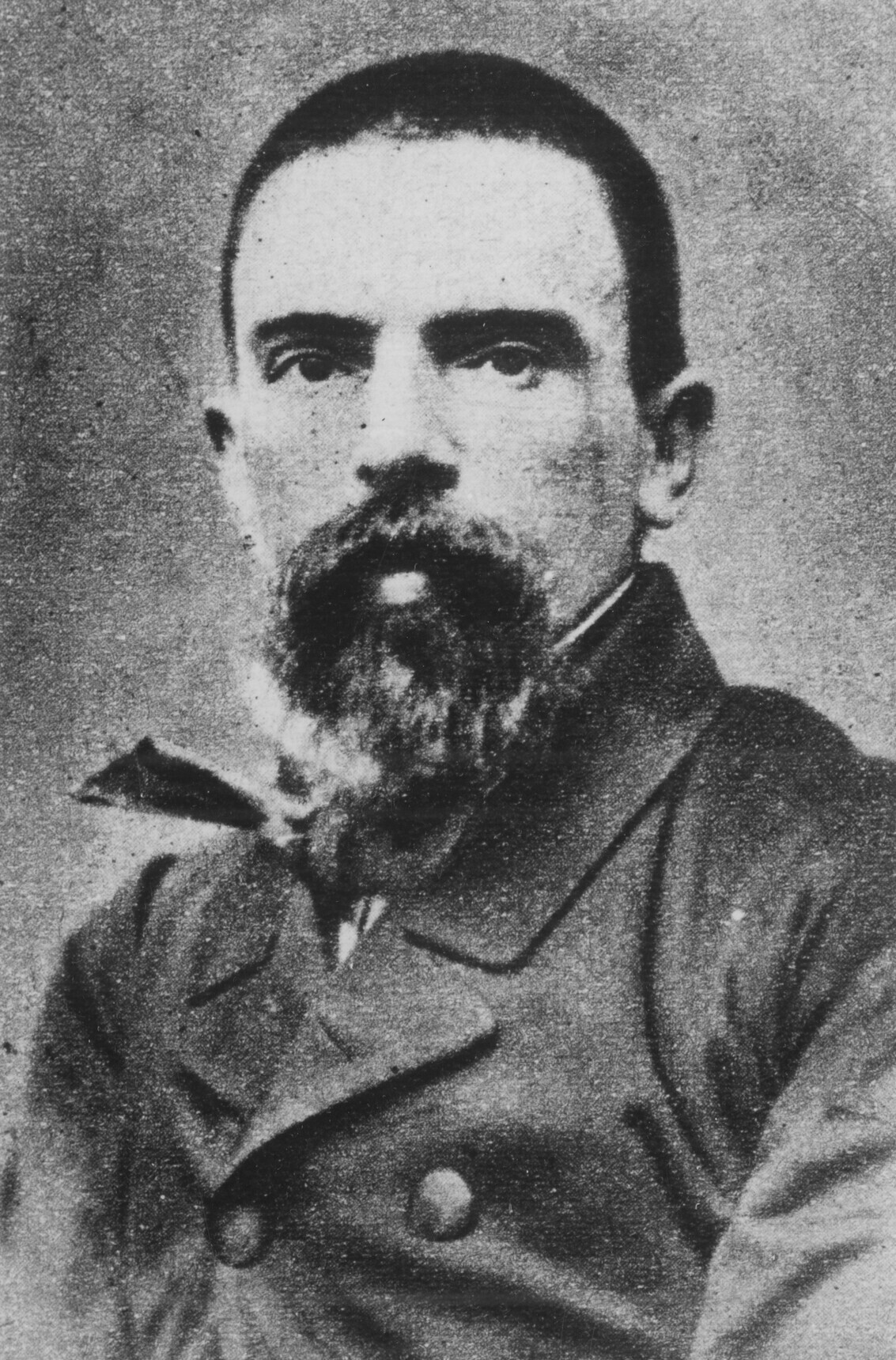
Juan Manuel Blanes (1872)

Juan Manuel Blanes (ur. 8 czerwca 1830 w Montevideo w Urugwaju, zm. 15 kwietnia 1901 w Pizie we Włoszech) – urugwajski artysta malarz, przedstawiciel realizmu w malarstwie. 
Jego imię nosi założone w 1930 roku w Montevideo Museo Municipal de Bellas Artes „Juan Manuel Blanes“.

## Dzieła (wybór)

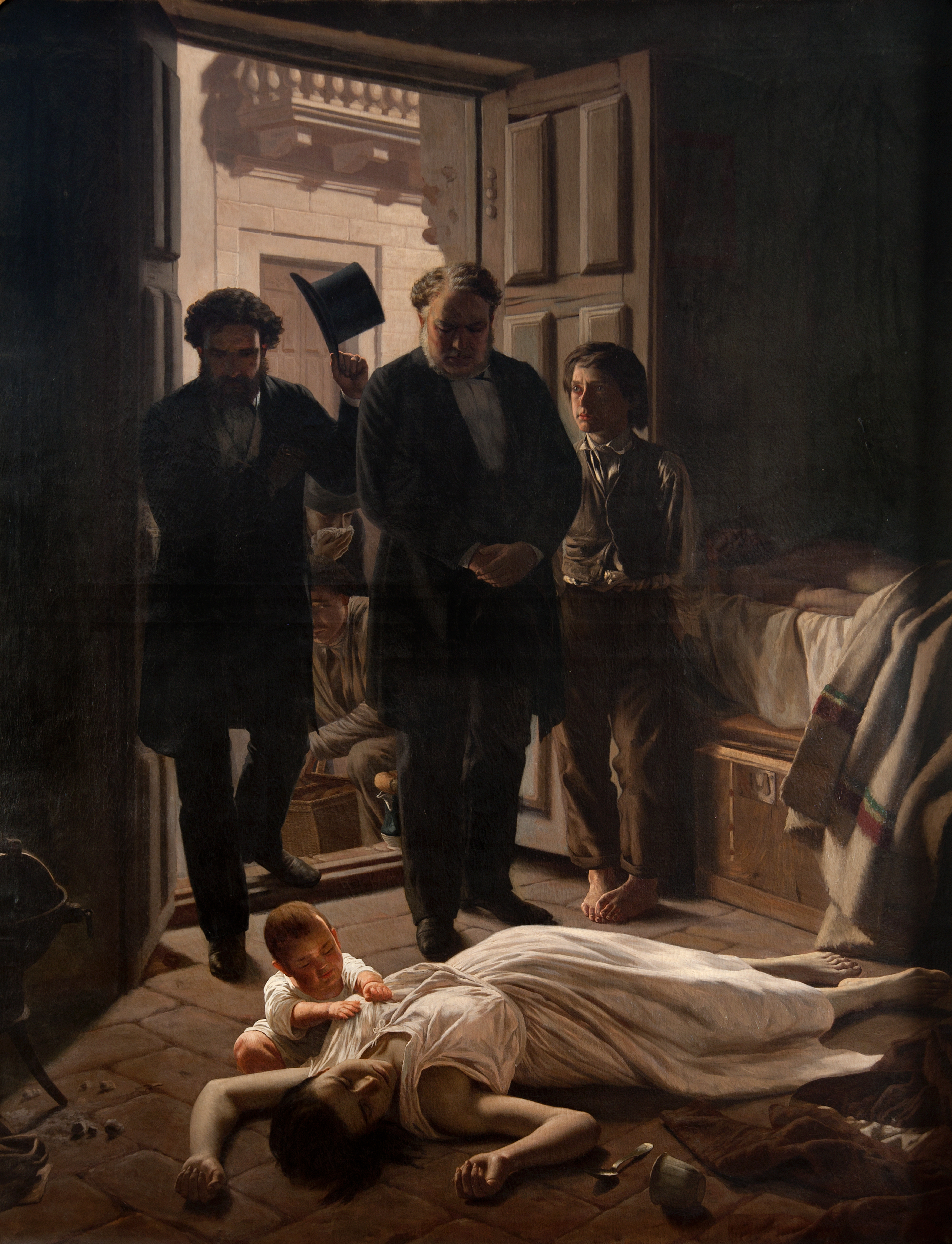
Żółta febra w Buenos Aires (1871)
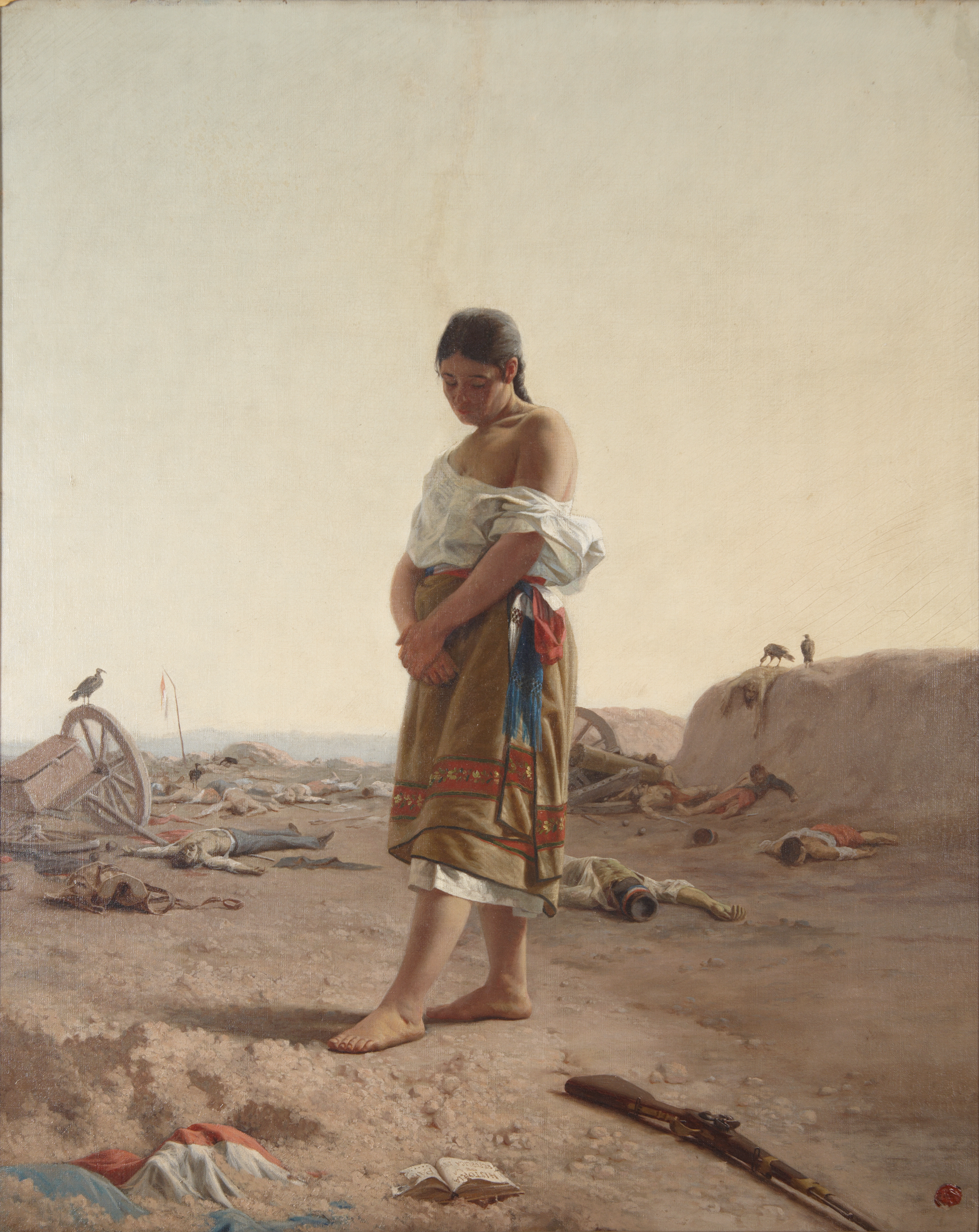
Paragwajka (1879)
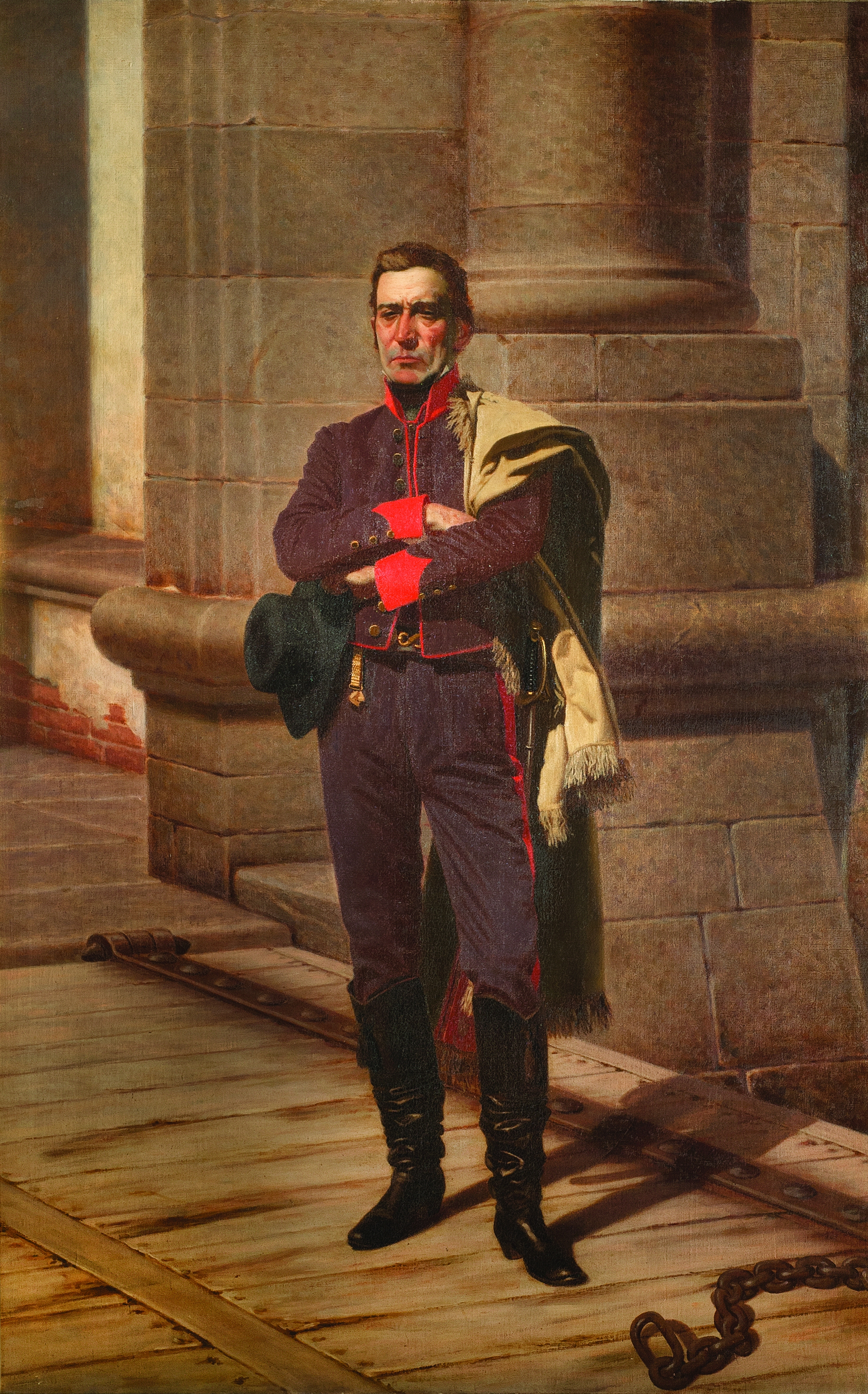
Artigas w Cytadeli (1884)